# هرم غذایی
هرم غذایی (به انگلیسی: Food pyramid)، نموداری هرمی شکل است که در آن، میزان بهینه غذایی که از هر گروه غذایی بایستی به صورت روزانه مصرف شود، نشان داده شده است. نخستین هرم غذایی در سال ۱۹۷۴ دهنتو سوئد منتشر شد. وزارت کشاورزی ایالات متحده آمریکا نیز، در سال ۱۹۹۲ هرمی با نام «هرم غذایی راهنما» منتشر کرد. این هرم در سال ۲۰۰۵ به‌روزرسانی شده و در سال ۲۰۱۱ نیز با بشقاب من جایگزین شد.

## هرم غذایی وزارت کشاورزی

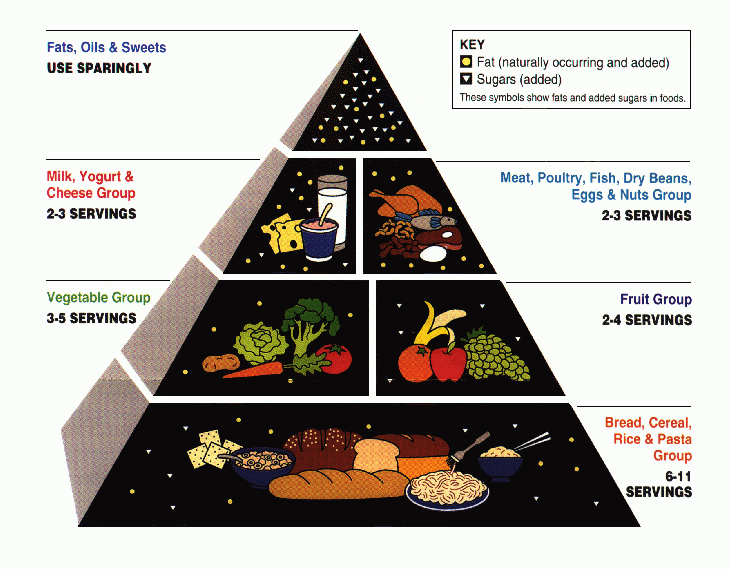
هرم غذایی توصیه شده توسط وزارت کشاورزی ایالات متحده آمریکا در سال ۱۹۹۲.

هرم غذایی وزارت کشاورزی آمریکا که در سال ۲۰۰۵ به‌روزرسانی شد.

### سبزیجات
سبزیجات،بخش مهمی را در زندگی ما تشکیل می دهند بخشی از گیاهان مصرفی انسان را تشکیل می‌دهند که عموماً خوش‌طعم بوده، اما شیرین نیستند. سبزیجات، شامل غلات، میوه، فندقی، ادویه و گیاهان دارویی نمی‌شود. از جمله سبزیجات قابل خوردن می‌توان برای نمونه ساقه، ریشه، گل و برخی قسمت‌های دیگر گیاهان را نام برد. سبزیجات، دارای ویتامین‌ها و مواد معدنی فراوانی هستند. مصرف انواع مختلف سبزیجات از اهمیت بالایی برخوردار است. به طور معمول، سبزیجات سبز رنگ، دارای ویتامین آ، سبزیجات رنگ نارنجی تیره و سبز تیره دارای ویتامین ث و سبزیجاتی همچون بروکلی و نظایر آن دارای آهن و کلسیم می‌باشند. سبزیجات دارای مقادیر بسیار کمی از چربی و کالری هستند؛ اما با افزودنی‌هایی که در حین تهیه غذا به آن اضافه می‌شود، می‌توان مقادیر چربی و کالری آن را افزایش داد.

### میوه‌ها
میوه‌ها، قسمت‌هایی از گیاهان هستند که دارای طعم شیرین می‌باشند. میوه‌ها شامل سیب، پرتقال، آلو، موز و غیره می‌شوند. میوه ها مفید و دارای کالری و چربی پایینی بوده و منبعی طبیعی از قند، فیبر و ویتامین‌ها هستند. در فرایند تهیه کمپوت و آب‌میوه، امکان افزودن شکر و حذف مواد مغذی آن وجود دارد. گاهی، گروه غذایی میوه‌ها را در ردیف گروه غذایی سبزیجات دسته‌بندی می‌کنند.                                                                                                                              

### چربی‌ها
توصیه هرم غذایی این است که چربی‌ها بایستی به مقدار کم مصرف شوند. کرهو روغن‌ها، نمونه‌ای از چربی هستند. منابع سالم چربی، در ماهی، فندقی و برخی از میوه‌ها و سبزیجات همچون آووکادو یافت می‌شود.چربی ها کالری زیادی دارند.

### لبنیات
فراورده‌های لبنی، از شیر پستانداران تهیه شده و معمولاً برای تهیه آن از شیر گاو استفاده می‌شود. لبنیات شامل شیر، ماست و پنیر می‌شود. شیر و محصولات جانبی آن منبعی غنی از کلسیم، پروتئین، فسفر، ویتامین a و ویتامین د می‌باشد. با این حال، بیشتر محصولات لبنی در مقایسه با سبزیجات، میوه‌ها و غلات، دارای چربی اشباع و کلسترول بالایی هستند. در گذشته توصیه می‌شد که افراد بالغ روزانه سه فنجان فراورده لبنی مصرف کنند. اخیراً شواهد نشان داده‌اند که مصرف محصولات لبنی، نسبت به آنچه که قبلاً تصور می‌شد، دارای تأثیرات منفی بیشتری برای سلامتی بوده و در مقابل، فواید کمتری نیز دارند. به عنوان نمونه، یکی از تحقیقات جدید نشان داده است که مصرف محصولات لبنی، ارتباطی با داشتن استخوان‌های مستحکم‌تر و شکستگی کمتر استخوان ندارد.

### گوشت و حبوبات
گوشت، عبارت است از بافت ماهیچه‌ای جانوران که توسط انسان مصرف می‌شود. با توجه به این که بیشتر بخش‌های بدن بسیاری از جانوران، قابل خوردن هستند، از این رو انواع مختلفی از گوشت، موجود می‌باشند. گوشت منبعی غنی از پروتئین، آهن، روی و ویتامین ب۱۲ بوده و شامل گوشت گاو، گوشت مرغ، گوشت گوسفند، ماهی آزاد، ماهی تن، میگو و تخم‌مرغ است.
بسیاری از مواد مغذی موجود در گوشت، در غذاهایی همچون تخم‌مرغ، لوبیا و فندق نیز یافت می‌شوند. چنین غذاهایی در کنار گوشت‌ها، در گروه «جایگزین‌های گوشت» طبقه‌بندی می‌شوند. برای افرادی که فراورده‌های گوشتی و حیوانی مصرف نمی‌کنند (برای اطلاعات بیشتر، گیاه‌خواری، وگانیسم و خوردنی‌های تابو را ببینید)، غذاهایی همچون شبه‌گوشت‌ها، توفو، لوبیا، عدس، نخود، فندقی و سایر گیاهان دارای پروتئین بالا، در گروه «جایگزین‌های گوشت» قرار می‌گیرند. هرم غذایی راهنما توصیه می‌کند، افراد بزرگسال روزانه ۲ تا ۳ وعده فراورده‌های گوشتی مصرف کنند که هر وعده گوشت شامل ۱۱۰ گرم می‌باشد.